# Romeo Sacchetti
Romeo Sacchetti (Altamura, 20 de agosto de 1953) é um ex-basquetebolista e treinador italiano que integrou a seleção italiana que conquistou a medalha de prata disputada nos XXII Jogos Olímpicos de Verão realizados em Moscou em 1980. Desde 2009 ele é o treinador do Dinamo Sassari que disputa a LEGA.